# Silanus
Pour la famille romaine, voir Iunius Silanus.
Silanus est une commune italienne de la province de Nuoro, dans la région Sardaigne.

## Histoire
La zone est habitée depuis la préhistoire, il existe de nombreux témoignages des périodes prénuragiques et nuragiques. Parmi eux se trouvent des tombeaux de géants et des nuraghi. Les traces des périodes ultérieures au cours desquelles les dominations punique et romaine se sont succédé sont également importantes.
Au Moyen Âge, il faisait partie du Judicat de Torres, inclus dans la curatoria de Montiferru. Lorsque le judicat tomba (1259), il passa brièvement au Judicat d'Arborée et ensuite au marquisat d'Oristano. Une fois les Arborensiens définitivement vaincus (1478), après la bataille de Macomer, elle passa sous domination aragonaise. Le territoire fut incorporé par les Aragonais dans l'Incontrafa del Marghine ; au XVIIIe siècle, elle fut incluse dans le marquisat de Marghine établi par les Savoie, fief d'abord des Pimentel puis des Tellez-Giron, dont elle fut rachetée en 1839 avec l'abolition du système féodal.

## Administration
| Période                                  | Période | Identité | Étiquette | Qualité |
| ---------------------------------------- | ------- | -------- | --------- | ------- |
|                                          |         |          |           |         |
| Les données manquantes sont à compléter. |         |          |           |         |

### Communes limitrophes
Bolotana, Bortigali, Dualchi, Lei, Noragugume.